# Zealandortalis gregi
Zealandortalis gregi är en tvåvingeart som beskrevs av Mcalpine 2001. Zealandortalis gregi ingår i släktet Zealandortalis och familjen bredmunsflugor. Inga underarter finns listade i Catalogue of Life.